# 4 Cygni
4 Cygni é uma estrela binária na constelação do norte de Cygnus. É vagamente visível a olho nu, com uma magnitude visual aparente de 5,17. A distância até 4 Cygni, é determinada a partir de seu deslocamento anual de 5,8 mas, e de cerca de 560 anos-luz.
Esta é um binário espectroscópico de linha única com um período orbital de 35 dias e uma excentricidade de 0,45. O componente visível é uma estrela do tipo B com uma classificação estelar de B8p Si (Fe II), onde a notação do sufixo indica que este é um tipo de estrela quimicamente peculiar conhecida como estrela de silício. Ela exibe uma superabundância de ferro no espectro visual, enquanto a estrela aparece com hélio fraco no ultravioleta.
4 Cygni A é uma variável Alpha2 Canum Venaticorum que varia em magnitude 0,02 durante um período de 0,68674 dias. A força de campo quadrática média do campo magnético é (254,7 ± 57,2) × 10−4 T. Com uma idade de 145 milhões de anos, tem quatro  vezes a massa do Sol e cinco vezes o raio do Sol. Ela irradia cerca de 501 vezes a luminosidade do Sol a partir de sua fotosfera a uma temperatura efetiva de 12.190 K.